# Scherz
Pour les articles homonymes, voir Scherz (homonymie).
Scherz est une localité et une ancienne commune suisse du canton d'Argovie, située dans le district de Brugg.
Le 1er janvier 2018, Scherz est absorbée par la commune voisine de Lupfig.

Photo aérienne prise à 2000 m par Walter Mittelholzer (1923).